# Нощ на игрите в София
„Нощ на игрите в София“ (Sofia Game Night) е инициатива на Гьоте-институт България, която цели да покаже и постави на фокус различни аспекти на игрите и разработката на игри: от процеса на разработка на игри, до икономическата роля на гейминг индустрията и електронните спортове, потребителското преживяване и удоволствието от игрите.

## За събитието
„Нощ на игрите в София“ се провежда в рамките на един уикенд всяка есен от 2018 година насам в София. Включва различни локации, много събития, онлайн и офлайн. Участието в събитието е безплатно.

## Формат
Нощ на игрите включва 30 – 40 различни събития, които протичат при различни формати
- Срещи с представяне история на различни игри
- Лекции, дискусии, презентации
- Експериментални формати
- Музикални събития
- Изложби и изложения

## Участие на Уикипедианската общност
Уикипедианската обшност е част от събитието. През 2019 г. организира като част от Нощ на игрите в София Уики Диксит игри, а през 2020 г. – с редактон на тема Игри в Уикипедия на български език.